# Фуријеова трансформација
Фуријеова трансформација разлаже функцију времена (сигнал) у фреквенције које га чине, на сличан начин као што музички акорди могу бити изражени као фреквенције његових саставних нота.

## Историја
Жозеф Фурије је 1822. године показао да неке функције могу бити записане као бесконачна сума хармоника.

## Дефиниција
Фуријеова трансформација сигнала {\displaystyle f(t)}рачуна се на следећи начин:
{\displaystyle F(j\omega )=\int \limits _{-\infty }^{\infty }f(t)e^{-j\omega t}dt}
{\displaystyle F(j\omega )} је комплексна величина. Њен модуо назива се спектрална густина амплитуда, а аргумент спектрална густина фаза.

## Инверзија
Инверзна Фуријеова трансформација је:
{\displaystyle f(t)={\frac {1}{2\pi }}\int \limits _{-\infty }^{\infty }F(j\omega )e^{j\omega t}d\omega }

## Особине Фуријеове трансформације

### Линеарност
За било које комплексне бројеве {\displaystyle a} и {\displaystyle b}, ако је {\displaystyle h(x)=af(x)+bg(x)}, важи да је {\displaystyle H(j\omega )=aF(j\omega )+bG(j\omega )}.

### Транслација
За било који реалан број {\displaystyle x_{0}}, ако је {\displaystyle h(x)=f(x-x_{0})}, важи да је {\displaystyle H(j\omega )=e^{j\omega tx_{0}}F(j\omega )}.